# Asociación Suiza de Fútbol
La Asociación de Fútbol de Suiza (ASF-SFV) (en alemán: Schweizerischer Fussballverband, SFV; en francés: Association suisse de football, ASF; en italiano: Associazione Svizzera di Football, ASF; en romanche: Associaziun Svizra da Ballape) es la institución responsable de organizar el fútbol en Suiza, con sede central en la capital, Berna.
Organiza la liga suiza de fútbol (Superliga Suiza) y la selección mayor (como también menores y femenina) nacional. 
Se fundó en 1895. La Asociación Suiza de Fútbol es un miembro fundador de FIFA desde 1904, y actualmente, ésta tiene su sede en la ciudad de Zürich. También, la UEFA tiene su sede en el mismo país pero en otra ciudad, Nyon.

## Competencias
Liga de Fútbol Suiza (SFL)
La Liga de Fútbol suiza incluye 2 principales competiciones: La Axpo Superleague y la Challenge League. 
Axpo Superleague
En esta liga se enfrentan 10 equipos que aspiran a conquistar el título de campeón suizo. El primero clasifica para el siguiente año a la Champions League, el segundo,tercero y el campeón de la Copa de Suiza jugaran en la Europa League. El club que lo clasifica último desciende a la Challange League. El penúltimo equipo disputa un partido contra el segundo clasificado de Liga de Challange.
- Grupos: 1
- Equipos: 10

Challenge League
En esta liga se enfrentan 16 equipos para ganarlo el derecho de participar en la Axpo Superleague. Los últimos dos equipos en la clasificación desciendem en 1a Liga.
- Grupos: 1
- Equipos: 16

1º Liga
En esta liga se enfrentan los más bajos que pertenecen al fútbol amateur. Se compone de 3 grupos compuestos por 16 equipos que aspiran a ascender a la Challenge League. Los últimos dos equipos de cada grupo descienden a la Liga Amateur.
- Grupos: 3
- Equipos: 48

Liga Amateur
Esta liga se compone de 5 grupos compuestos por 14 equipos.
- Grupos: 5
- Equipos: 71

2a Liga Amateur 
Esta liga se compone de 2 grupos compuestos por 12 equipos en las asociaciones más importantes (Berna/Giura, Región Zúrich, Suiza Oriental y Vaud), y 1 grupo de 12 equipos en las otras asociaciones.
- Grupos: 17
- Equipos: 204

3a Liga Amateur
Cada asociación tiene entre los 2 y los 6 grupos.
- Grupos: 46
- Equipos: 563

4a Liga Amateur
Esta liga se compone por 75 grupos compuestos por 11 equipos cada uno.
- Grupos: 75
- Equipos: 852

5a Liga Amateur
Es la última categoría del fútbol suizo.
- Grupos: 67
- Equipos: 685

## Organismo
Junta de Delegados
Compuesta por:
- 28 delegados de la Liga Suiza de Fútbol
- 26 delegados de la 1º Liga
- 47 delegados de las Ligas Amateurs

Junta de Asociaciones
Compuesta por:
- 7 miembros del Comité central
- 6 miembros de cada sección

Comité central
Compuesto por:
- El Presidente del Comité
- Tres Presidentes de las secciones
- Un miembro para cada una de las secciones

Tribunal Deportivo ASF
Compuesto por:
- 1 Presidente
- 3 vicepresidentes
- 12 jueces
- 9 suplentes
- De 6 a 9 cancilleres

Tribunal de Casación
Compuesto por:
- 1 Presidente
- 4 miembros
- 3 suplentes

Comité del Departamento de Ingresos
Compuesto por:
- 1 Presidente
- 5 miembros

## Historial en Campeonatos de Europa
- Participaciones: 4 (Euro 1996, Euro 2004, Euro 1960 y Euro 2016)

- Ronda de Clasificación:

- Presencias: 8
- Partidos disputados: 62
- Victorias: 25
- Empates: 18
- Derrotas: 19
- Goles a favor: 93
- Goles en contra: 84
- Goles Diferencia: +9
- Puntos: 93 Puntos

- Fase Final:

- Presencias: 4
- Partidos disputados: 13
- Victorias: 2
- Empates: 5
- Derrotas: 6
- Goles a favor: 8
- Goles en contra: 15
- Goles Diferencia: -7
- Puntos: 11 Puntos

## Otras acciones
La Asociación Suiza de Fútbol se ocupa de promover el fútbol juvenil y de base. De hecho, en 1995, cinco entrenadores entrenaron un equipo de jugadores juveniles para el equipo nacional.